# Kamisar
Kamisar (grč. Camissares) je bio visoki dužnosnik u doba vladavine perzijskog velikog kralja Artakserksa II. Mnemona, koji ga je imenovao satrapom Cilicije uz Kapadociju. Poginuo je 385. pr. Kr. u ratu protiv plemena Kadusijana, nakon čega ga je na mjestu satrapa zamijenio sin Datam.

## Poveznice
- Artakserkso II.
- Cilicija
- Datam

| Prethodnik: | Satrap Cilicije (cca 400. - 385. pr. Kr.) | Nasljednik:                 |
| ?           | Satrap Cilicije (cca 400. - 385. pr. Kr.) | Mazej (385. - 361. pr. Kr.) |

## Vanjske poveznice
- Kamisar (Camissares), AncientLibrary.com